# Mircea Dinescu
Mircea Dinescu (ur. 11 listopada 1950 w Slobozi) – rumuński poeta, redaktor i dysydent. Zadebiutował w 1967 r. publikując wiersze na łamach pisma „Luceafărul”. W 1971 r. opublikował tom wierszy Invocație nimănui wyróżniony nagrodą Związku Pisarzy Rumuńskich.
W przekładzie na język polski ukazały się wybrane wiersze Mircei Dinescu, opublikowane na łamach „Literatury na Świecie” (nr 6/1984) oraz w Antologii poezji rumuńskiej pod redakcją Danuty Bieńkowskiej i Ireny Harasimowicz, Warszawa 1989. Tom O beție cu Marx z 1996 r. został przełożony na język polski przez Ewę Rossi i wydany nakładem wydawnictwa Pogranicze pt. Popijawa z Marksem.